# Leonard Richardson
Leonard Richardson (Leonard William Walter „Len“ Richardson; * 14. Juli 1881 in Highgate, London; † 14. Mai 1955 in Johannesburg) war ein südafrikanischer Langstrecken- und Hindernisläufer.
Bei den Olympischen Spielen 1912 in Stockholm wurde er Achter im Crosslauf. Im Finale über 10.000 m erreichte er nicht das Ziel. 
1920 gab er bei den Olympischen Spielen in Antwerpen im Crosslauf auf. Bei den Olympischen Spielen 1924 wurde er Neunter im Crosslauf und schied über 3000 m Hindernis im Vorlauf aus.

## Persönliche Bestzeiten
- 10.000 m: 32:30,3 min, 7. Juli 1912, Stockholm
- 3000 m Hindernis: 9:43,7 min, 30. September 1922, Port Elizabeth